# Мортомье
Мортомье́ (фр. Morthomiers) — коммуна во Франции, находится в регионе Центр. Департамент — Шер. Входит в состав кантона Шарос. Округ коммуны — Бурж.
Код INSEE коммуны — 18157.

## География
Коммуна расположена приблизительно в 210 км к югу от Парижа, в 100 км южнее Орлеана, в 11 км к юго-западу от Буржа.
Через коммуну проходит паломнический маршрут, известный как Путь Святого Иакова.

## Население
Население коммуны на 2008 год составляло 676 человек.
| 1962 | 1968 | 1975 | 1982 | 1990 | 1999 | 2008 |
| ---- | ---- | ---- | ---- | ---- | ---- | ---- |
| 193  | 204  | 218  | 409  | 590  | 589  | 676  |

## Администрация
| Период | Период | Фамилия        | Партия       | Примечания      |
| ------ | ------ | -------------- | ------------ | --------------- |
| 1989   | 1990   | Реймон Боланд  |              | секретарь мэрии |
| 1990   | 2014   | Даниель Гравле | Разные левые |                 |

## Экономика

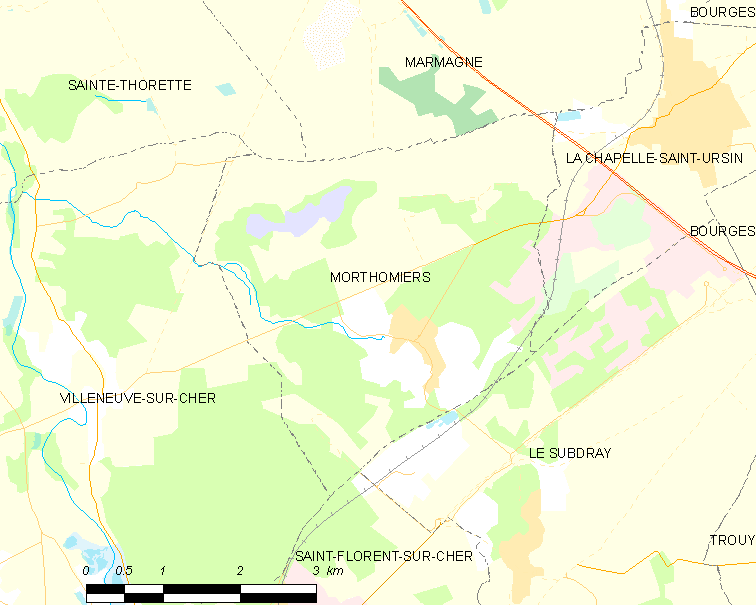
Карта коммуны

Основу экономики составляют лесное и сельское хозяйство.
В 2007 году среди 480 человек в трудоспособном возрасте (15-64 лет) 387 были экономически активными, 93 — неактивными (показатель активности — 80,6 %, в 1999 году было 74,8 %). Из 387 активных работали 365 человек (190 мужчин и 175 женщин), безработных было 22 (6 мужчин и 16 женщин). Среди 93 неактивных 29 человек были учениками или студентами, 41 — пенсионерами, 23 были неактивными по другим причинам.